# 黃帝四經
《黃帝四經》又稱《黃帝書》、《经法》，為中國戰國時代的哲理典籍，文體押韻，久已失佚，1973年在长沙马王堆3号汉墓出土，共有4本：〈十六經〉（舊名〈十大經〉，李學勤認為應命名為〈經〉） 、〈經法〉、〈道原〉和〈稱〉，內容互異，並非成於一手。這些書合稱《经法》或《黃帝四經》。唐兰認為這些書是《汉书·艺文志》道家类著录的《黄帝四经》。這些書的字體都是隶书，抄写年代為劉邦在位期間。《黃帝四經》講述人君治國之道，記述了戰國時的一些格言和黃帝傳說，哲理思想以道家為主，融合了墨家和法家，包蘊天人感應之說，強調統治者要依循大自然之道，否則招致災禍，書中亦有道家以弱勝強的理論。《黃帝四經》今有多個英語、法語或日語的譯本，廣受學術界研究。

## 成書與篇章
《黃帝四經》是四篇古佚書，約於戰國中期在楚國成書，屬押韻的詩體:364、355，作者繼承老子和范蠡之學，屬於道家，知道前473年吳、越之戰:365、361。其書受另一篇古佚書〈三德〉影響甚深:241。四篇大概不是一人一時之作，前168年在長沙隨葬，寫在《老子》乙本之前，1973年於長沙馬王堆第三號漢墓出土:367、348，沒有總稱，學者唐蘭首先提出，這就是班固《漢書．藝文志》著錄的《黃帝四經》，但李學勤和魏啟鵬不同意此名稱:357:350，認為應稱之為《黃帝書》。學術界約定俗成把這四篇文章稱為「黃帝四經」:358、348：
- 〈十六經〉：有15段，最長的一段650字，最短的175字，這15段不一定成於一手，內容比較鬆散。李學勤認為這篇應稱之為「經」[3]:367、360，其舊名為「十大經」[5]:366；
- 〈經法〉：有9段，分別為《道法》、《国次》、《君正》、《六分》、《四度》、《论》、《亡论》、《论约》、《名理》。最長的一段約800字，最短的一段約300字，9段組成完整的一篇作品。《經法》成書晚於《十六經》，發展和整理了後者的內容[3]:358[5]:365；
- 〈道原〉：450多字；
- 〈稱〉：1600餘字，共有40或41個格言[3]:355。本篇最後一部份是一個表格，把天地、春秋、晝夜等事物分別歸類為陰與陽[5]:351。

## 內容與思想
《經法》以道家思想為主，也包含墨家、法家的觀點；《十六經》大多記述黃帝的故事，包括黃帝大戰蚩尤:348、368；《稱》是成語集；《道原》和後來《淮南子》的〈原道〉篇主題相近，都是講述「道」，受《道德經》影響較大:348、370。《黃帝四經》把剛柔與陰陽相配，卻完全沒有涉及五行:359、364。《黃帝四經》認為，理想統治者是參「天」、「地」、「人」三者的聖人。天是恒常不變的準則規範，是絕對、客觀、不可違抗的，卻不是有意志的人格神:244、245。書中採取天人感應之說，認為君王舉措失當，會影響大自然，導致失收與蟲害，如君王政策恰當，將受恩於天地，相反則會蒙災:357。人類必須以天地的運行體系為模範，才能得到天的祐護，否則會受天所懲罰；男女之別是不能變更的禮數:246-247。統治者要依時而動，依據四時的循環往復，合理安排農時、征伐、刑罰等政治活動，還要懂得把握時機:248、251。書中並告誡人要自避其禍，不要自取其辱，要戰勝對方，最好辦法是讓對方自己走向失敗:265，在矛盾中不要極端，應適度而行:358-359。

## 版本與譯本
《黃帝四經》出土時，合共有174行字，初版於1974年出版，當中有少量錯誤:350：
- 《馬王堆漢墓帛書》整理小組編：《馬王堆漢墓帛書（壹）》（北京：文物出版社，1974）。

最佳版本於1980年出版，此版本較可靠，注釋更豐富:351：
- 國家文物局古文獻研究室編：《馬王堆漢墓帛書（壹）》（北京：文物出版社，1980）。

臺灣學者陳鼓應編寫了另一個版本，此版本最為仔細，編者多據押韻韻部，補充缺字:352：
- 陳鼓應：《黃帝四經譯注》（台北：台灣商務印書館，1995）。

中國學者魏啟鵬從文字學和文獻學的角度重新詮釋黃帝四經。
- 魏啟鵬：《馬王堆漢墓帛書黃帝書箋證》（北京：中華書局，2004）。

翻譯方面，《黃帝四經》有4個英語全譯本：
- 葉山（Robin D.S. Yates）. . New York: Ballantine Books. 1997. ISBN 0345365380 （英语）.
- 雷敦龢（Edmund Ryden）. . 台北: Ricci institute. 1997. ISBN 9575462920 （英语）.
- 張純（Leo S. Chang）、馮禹（Yu Feng）. . Honolulu: University of Hawai'i Press. 1998. ISBN 0824820088 （英语）.
- Jody Gladding. . Rochester: Inner Traditions. 2011. ISBN 9575462920 （英语）.（據樂維（法语：Jean Levi）法譯本轉譯。）

〈道原〉有一單行英譯本：
- 冉雲華（Jan Yun-hua）. . Journal of Chinese Philosophy. 1980, 7: 195–204 （英语）.[3]:366

法語全譯本有一個：
- 樂維（法语：Jean Levi）. . Paris: Éditions Albin Michel. 2009. ISBN 2226183159 （法语）.

日語全譯本有一個
- . 澤田多喜男譯註. 東京: 知泉書館. 2006. ISBN 4901654772 （日语）.

〈經法〉有一單行日譯本：
- 高橋庸一郎. . 《甲南國文》. 1980, 30: 101–199 （日语）.[3]:354

Paola Carrozza則把〈經法〉譯為意大利文:367。

## 延伸閱讀
- 饒宗頤：〈楚帛書與《道原篇》 （页面存档备份，存于）〉。
- 曹峰：〈《黄帝四经》所见“执道者”与“名”的关系 （页面存档备份，存于）〉。
- 曹峰：〈《黄帝四经》所见“名”的分类 （页面存档备份，存于）〉。